# 南林齊鎮區 (密蘇里州本頓縣)
南林齊鎮區（英語：South Lindsey Township）是位於美國密蘇里州本頓縣的一個行政鎮區。

## 地方資料
南林齊鎮區的面積為26.97平方千米，當中陸地面積為23.56平方千米，而水域面積為3.41平方千米。根據2020年美國人口普查的數據，當地共有人口2897人，而人口密度為每平方千米107.42人。